# П'ятилітка (Первомайський район)
П'ятилі́тка (рос. Пятилетка) — селище у складі Первомайського району Оренбурзької області, Росія.

## Населення
Населення — 8 осіб (2010; 25 у 2002).
Національний склад (станом на 2002 рік):
- росіяни — 88 %